# Ius soli

Státy uplatňující ius soli

Ius soli (lat., v překladu „právo půdy“) je právní zásada, podle které dítě nabývá státní občanství toho státu, na jehož území se narodilo. V Evropě, Africe nebo v Asii není obvyklou, je uznávána převážně na americkém kontinentu. Konkrétně např. pro Spojené státy americké, kde platí, že dochází k fenoménům, kdy neamerické (často mexické) matky ilegálně překročí hranice za účelem toho, aby porodily na území USA, a dítě tak získalo americké občanství (tzv. „anchor babies“). Protikladem ius soli je zásada ius sanguinis („právo krve“).
Zásada ius soli se uplatňuje v České republice jen tehdy, pokud jsou oba rodiče apatridy nebo pokud je dítě mladší tří let nalezeno na českém území a jeho rodiče jsou neznámí.